# Provinca Monseñor Nouel
Monseñor Nouel (španska izgovarjava: [monseˈɲor nuˈwel]) je provinca Dominikanske republike. Do leta 1992 je bila del skupne province s provinco La Vega.
Svoje ime je provinca dobila po Monsignorju dr. Adolfu Alejandru Nouelu y Bobadilli (1862-1937), nadškofu Santo Dominga in med letoma 1912-13 tudi predsedniku Dominikanske republike. 

## Občine in občinski okraji
Provinca je bila 20. junija 2006 razdeljena na naslednje občine in občinske okraje (D.M.-je):
- Bonao
  - Arroyo Toro-Masipedro (D.M.)
  - Jayaco (D.M.)
  - Juma Bejucal (D.M.)
- La Salvia-Los Quemados
  - Sabana del Puerto (D.M.)
- Maimón
- Piedra Blanca
  - Juan Adrián (D.M.)
  - Villa Sonador (D.M.)

Spodnja tabela prikazuje števila prebivalstev občin in občinskih okrajev iz popisa prebivalstva leta 2012. Mestno prebivalstvo vključuje prebivalce sedežev občin/občinskih okrajev, podeželsko prebivalstvo pa prebivalce okrožij (Secciones) in sosesk (Parajes) zunaj okrožij.
| Občina                  | Skupno  | Mestno prebivalstvo | Podeželsko prebivalstvo |
| ----------------------- | ------- | ------------------- | ----------------------- |
| Bonao                   | 158,034 | 97,990              | 60,044                  |
| Maimón                  | 18,655  | 14,069              | 4,586                   |
| Piedra Blanca           | 24,785  | 16,090              | 8,695                   |
| Provinca Monseñor Nouel | 201,474 | 120,754             | 80,720                  |

Za celoten seznam občin in občinskih okrajev države, glej Seznam občin Dominikanske republike.  